# Ікар
Ікар ([ˈɪkərəs] ; дав.-гр. Ἴκαρος, трансліт. Íkaros, [ǐːkaros]) у грецькій міфології був сином славетного ремісника Дедала. Ікар відомий за переказом про те, як намагався разом з батьком утекти з Криту, використовуючи крила, які Дедал виготовив з пір'я та воску. Спочатку Дедал застерігав Ікара про самовпевненість, а потім зарозумілість, наказуючи йому не літати ні занадто низько, ні надто високо, щоб морська волога не забила його крила або сонячна спека не розтопила їх. Ікар проігнорував вказівки Дедала, злетів надто близько до сонця, чиє тепло розтопило віск і Ікар впав у море, де й загинув.

## Ім'я
З латини ім'я цього персонажа Icarus ( [ˈiːkarus]). Вважається, що його грецька форма походить від старішого *Ϝίκαρος (Wī́karos); що відображено в етруському імені Vikare.

## У міфології

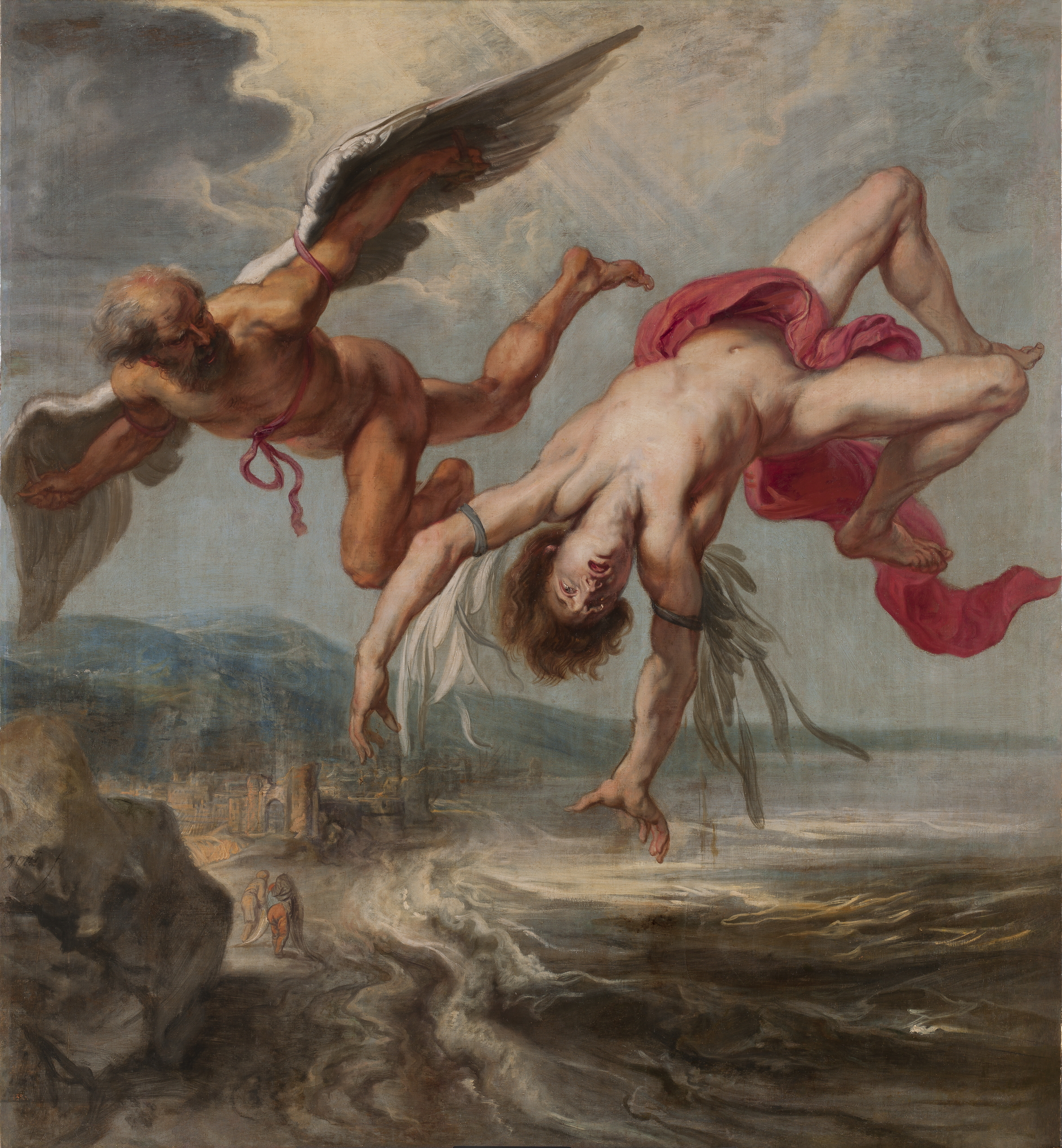
Джейкоб Пітер Гові « Політ Ікара» (1635—1637)

Батько Ікара Дедал був талановитим афінським ремісником, який побудував лабіринт для критського царя Міноса біля його палацу в Кноссі, для того, щоб ув'язнити Мінотавра, напівлюдину-напівбика, народженого його дружиною. Мінос ув'язнив Дедала в лабіринті за те, що він дав дочці Міноса, Аріадні, клубок пряжі, який вона подарувала ворогу Міноса Тесею, допомігши тому знайти шлях у Лабіринті і перемогти Мінотавра.
Задля втечі Дедал виготовив дві пари крил із воску та пір'я для себе та свого сина. Спочатку Дедал випробував свої крила, проте перш ніж намагатись втекти з острова, він попередив сина не летіти надто близько до сонця та надто близько до моря, а слідувати його шляхом польоту. Охопившись легковажністю під час польоту, Ікар злетів у небо, але підлетів занадто близько до сонця, тепло якого розтопило віск, через що Ікар впав у море й потонув. Дедал оплакав свого сина і в пам'ять про нього назвав найближчу територію Ікарією, острів на південному заході від Самоса. Відтоді можливе місце його поховання на острові носить його ім'я, а море поблизу Ікарії, в якому він потонув, називається Ікарійським морем.

## Класична література

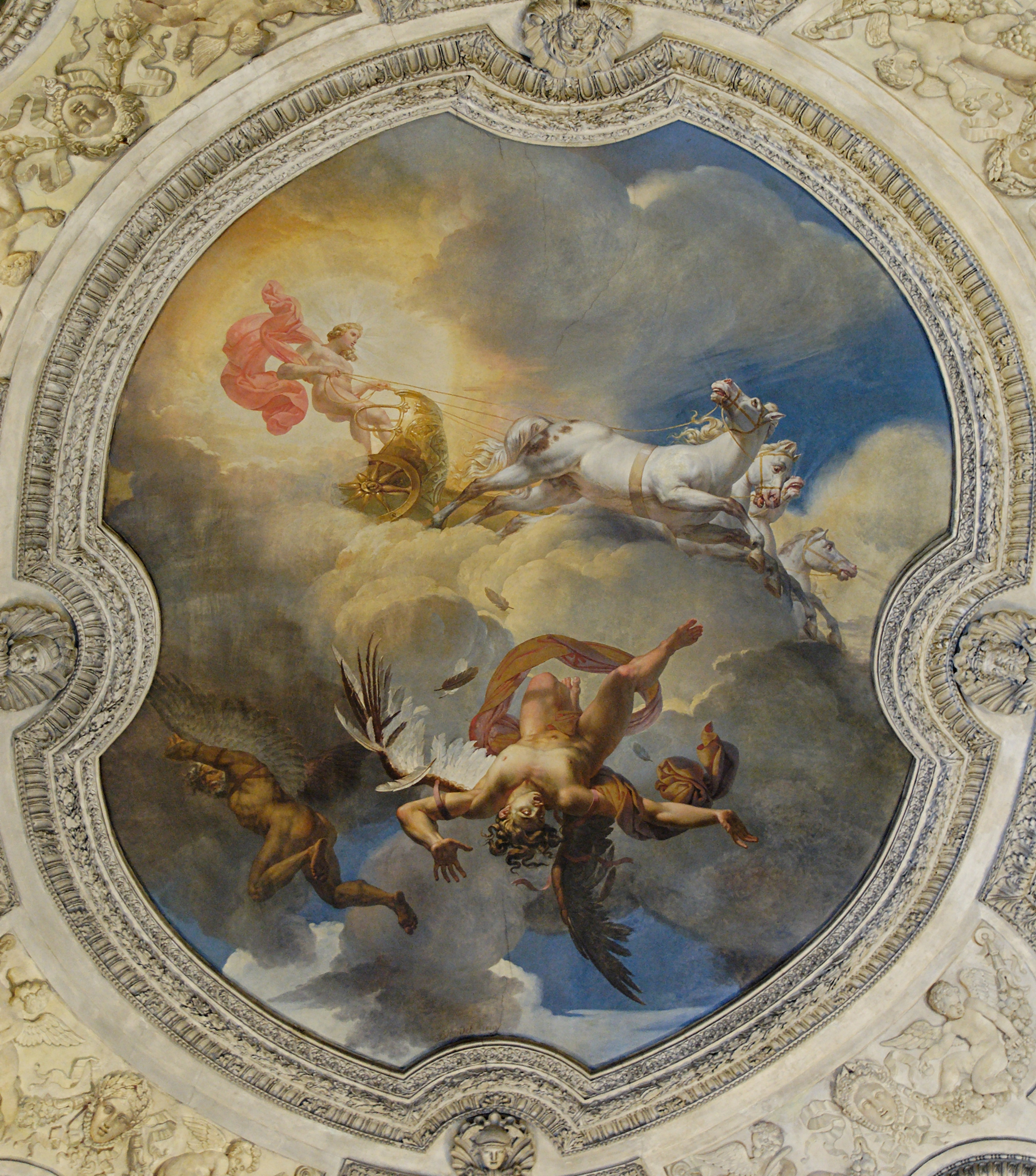
«Сонце, або Падіння Ікара» (1819) Меррі-Джозефа Блонделя в ротонді Аполлона в Луврі

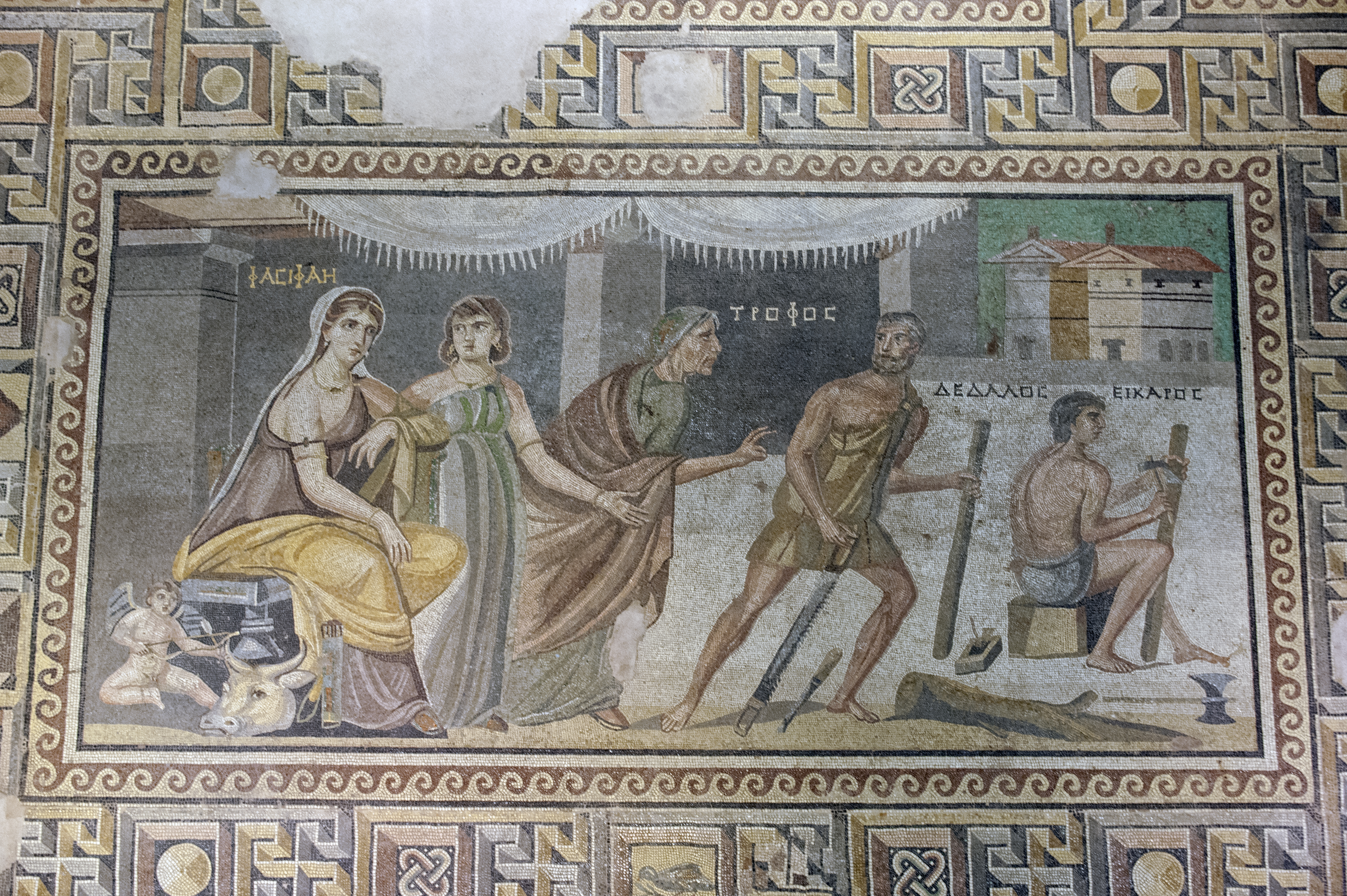
Дедал, Ікар, цариця Пасіфая та двоє її супутників на римській мозаїці з Зевгми, Коммагена

Грецькі поети мимохідь часто згадували про втечу Ікара, про це коротко розповідав Псевдо-Аполлодор. Августівські письменники, які писали про Ікара латиною, спиралися на цей переказ. Включаючи Гігіна, який описував у «Фабулі» переказ про кохання Пасіфаї, дочки Сонця, до бика, що призвело до народження Мінотавра, а також Овідія, який розповідав історію про Ікара в деяких рядках у «Метаморфозах» (viii.183–235), і опирається на неї всюди.

## Середньовічна, ренесансна та сучасна література
Переказ Овідієм міфу про Ікара та його зв'язко з міфом про Фаетона вплинув на міфологічну традицію в англійській літературі, яку сприйняли та інтерпретували відомі письменники, а саме Чосер, Марло, Шекспір, Мілтон і Джойс.
В іконографії епохи Відродження значущість Ікара полягає у контексті: у фонтані Оріона в Мессіні він є однією з багатьох постатей, пов'язаних з водою; але він також знаходиться у суді з питань банкрутства в ратуші Амстердама — де символізує амбіції високого польоту. Твір 16-го століття «Пейзаж із падінням Ікара» що традиційно (і ймовірно помилково) приписується Пітеру Брейгелю Старшому, став натхненням для двох найвидатніших екфрастичних англомовних поезій 20-го століття, «Musee des Beaux Arts» Вістена Одена та «Пейзажу з падінням Ікара» Вільяма Карлоса Вільямса. Іншими англомовними поезіями, що опираються на міф про Ікара, є «Другові, робота якого привела до тріумфу» Енн Секстон ; «Знову Ікар» Алана Девеніша; «Місіс Ікар» Керол Енн Даффі; «Провал та політ» Джека Гілберта; «Це мала бути зима» Ненсі Чен Лонг; «Ікар горить» та «Повернення Ікара додому» Хіромі Йосіди; і «Угору як Ікар» поета-силабіста Марка Ентоні Оувена. Норвежець Аксель Йенсен використав Ікара як метафору для заклопотаних сучасних молодих чоловіків у романі 1957 року « Ікар: Молодий чоловік у Сахарі».

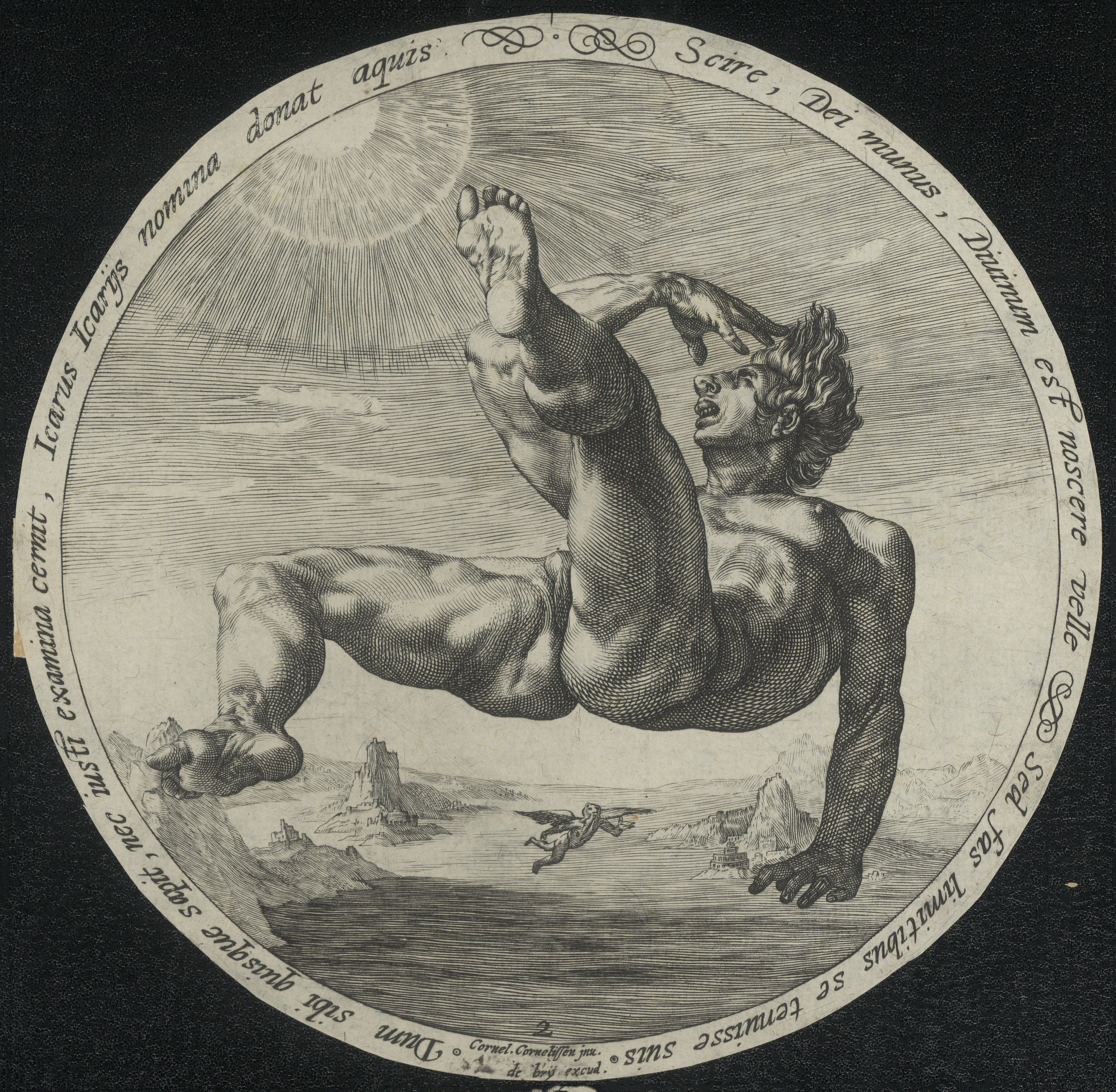
Відбиток 16-го століття із зображенням падіння Ікара.
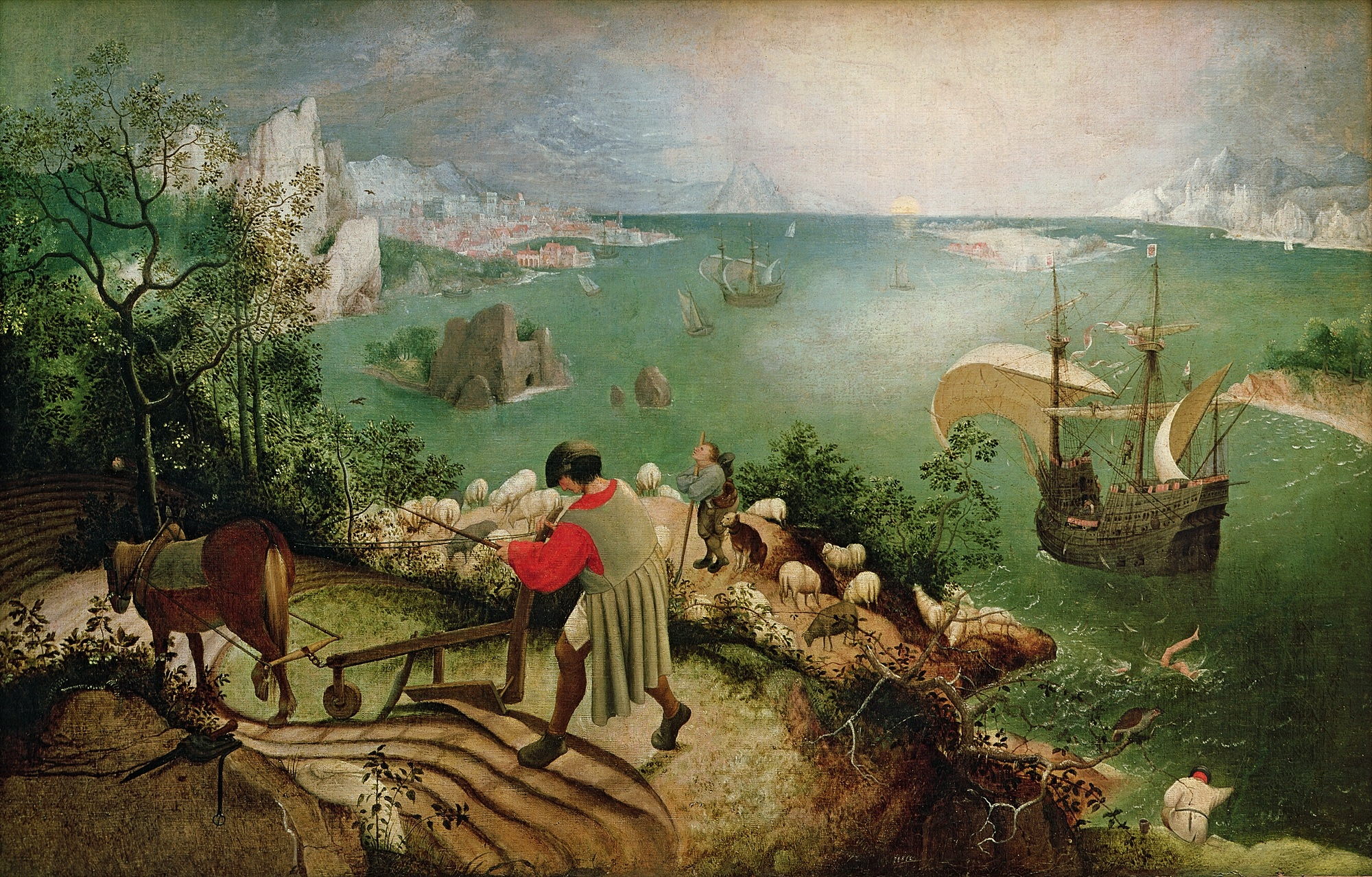
У «Пейзажі з падінням Ікара» Брейгеля (близько 1558 р.) упалий Ікар є невеликою деталлю внизу праворуч.
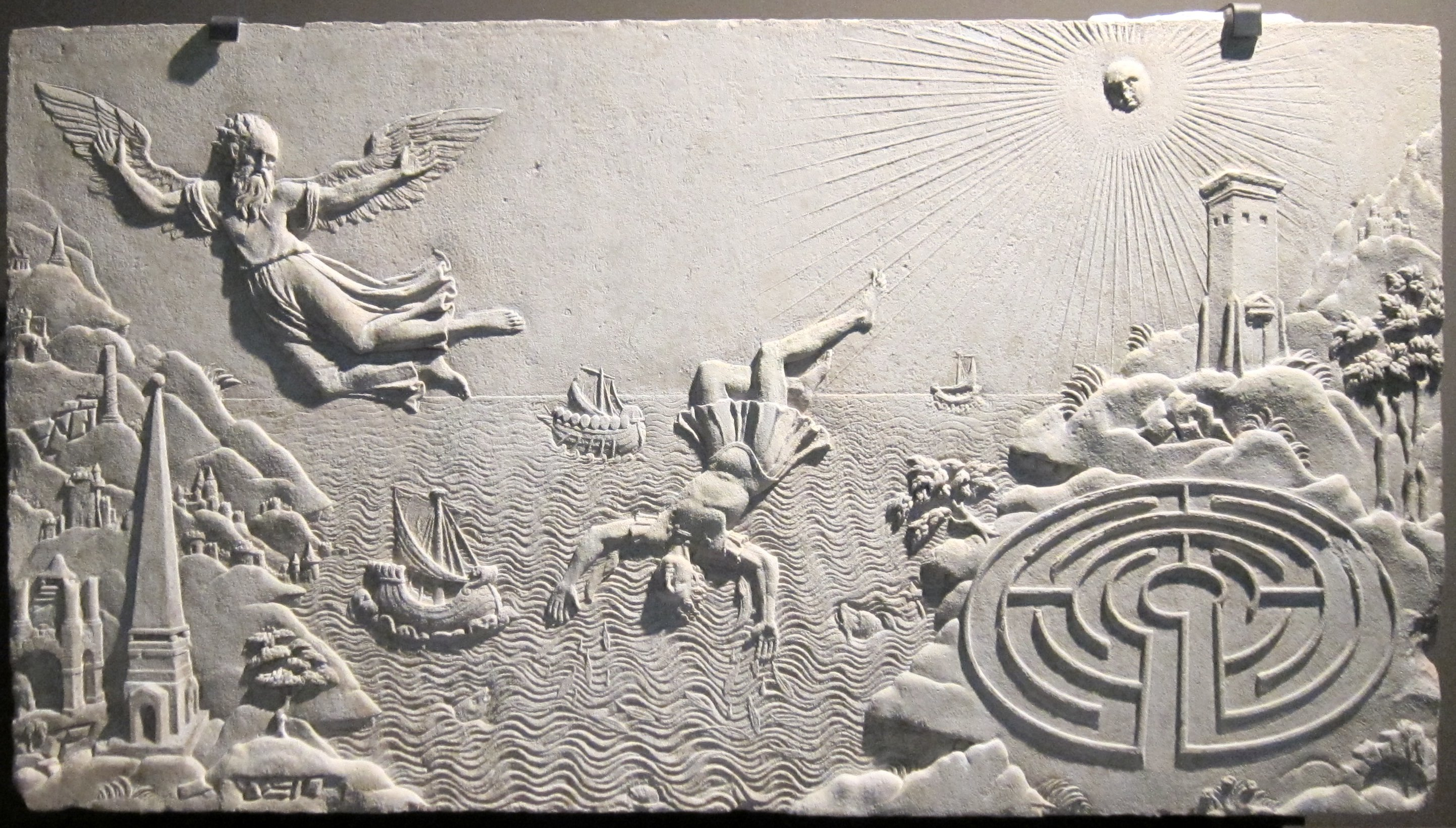
Рельєф 17-го століття з критським лабіринтом унизу справа (музей Антуана Вівенеля)
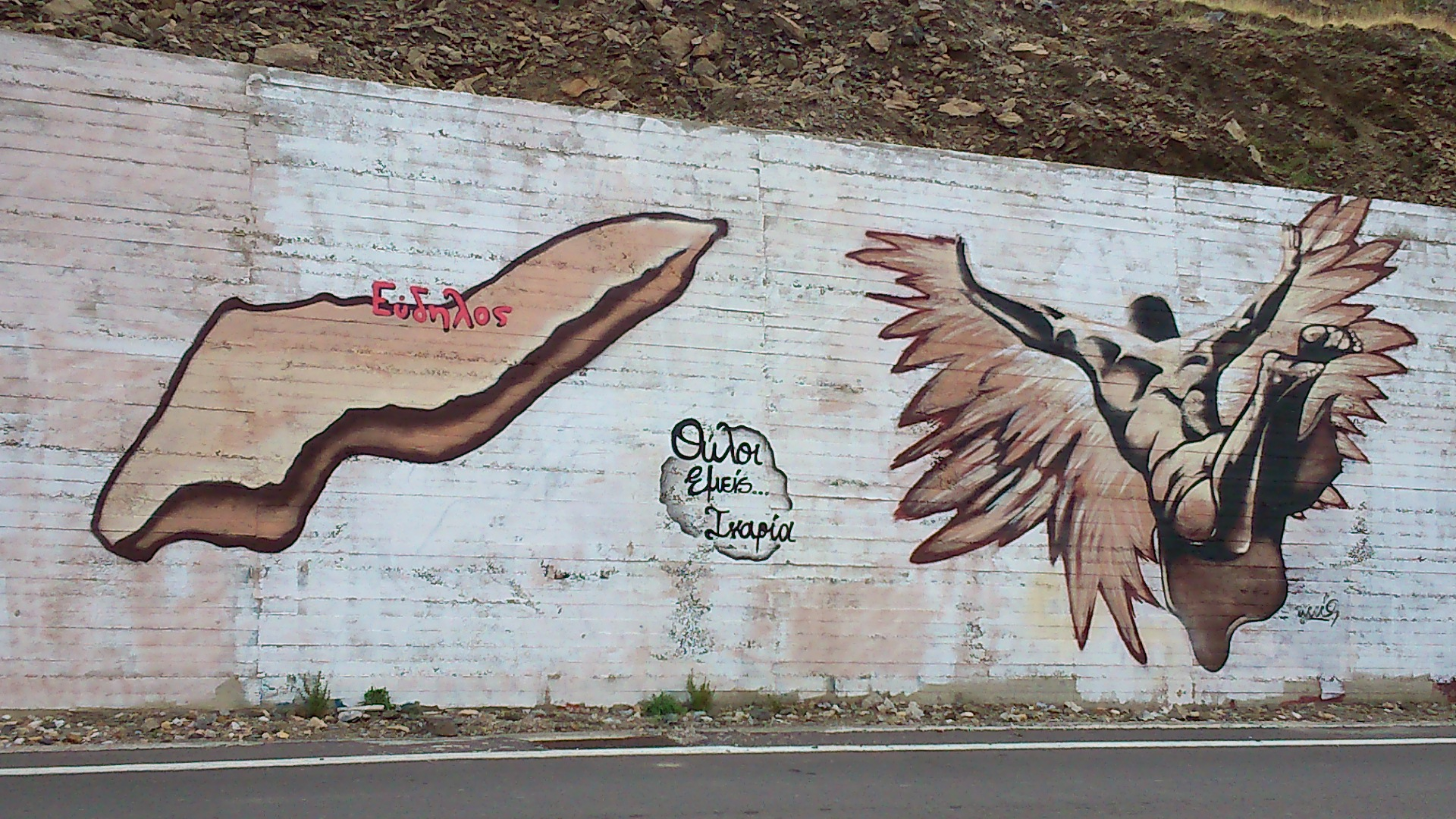
Сучасне вуличне мистецтво острова Ікарія з зображенням падаючого Ікара неподалік села Евділос на Ікарії, Греція

## Трактування міфу

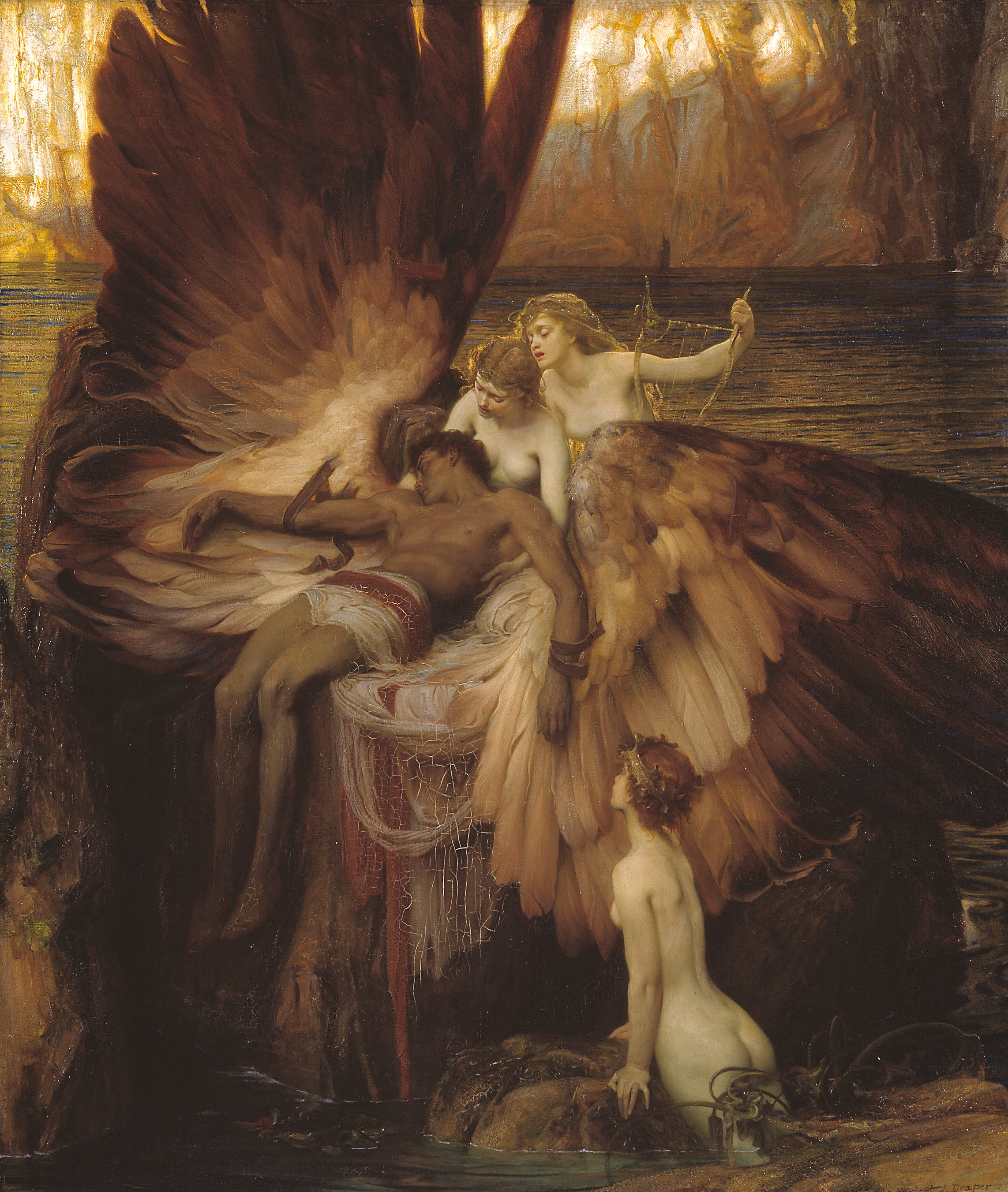
«Плач Ікара» (1898) Х. Дж. Дрейпера

Елліністичні письменники подавали евгемеризовані варіанти трактування міфу, в яких порятунок з Криту насправді відбувався на човні, наданому Пасіфаєю, для якого Дедал спорудив перші вітрила, з метою випередити галери Міноса, які його переслідували так, що Ікар впав за борт на шляху до Сицилії та потонув, і тому Геракл спорудив могилу для нього.
Літературне тлумачення знайшло в міфі про Ікара символізм надмірного честолюбства. Вивчення міфу про Дедала, пов'язане з Ікаром, опублікувано окремою книгою французькою елліністкою Франсуазою Фронтізі-Дюкру.
У психології існують синтетичні дослідження комплексу Ікара задля розуміння передбачуваного зв'язку між захопленням вогнем, енурезом, великими амбіціями та піднесенням. У психіатричній свідомості симптоми захворювання сприймалися у вигляді маятникового емоційного екстатично-високого і депресивно-низького біполярного розладу. Генрі Мюррей, запропонувавши термін «комплекс Ікара», ймовірно виявив симптоми, особливо манії, коли людина захоплена висотою, вогнем і водою, нарцисизмом і в якої спостерігається фантастичне або надумано уявне знання.
Праця «Брехня Ікара» Сета Годіна 2012 року вказує на історичні зміни того, як західна культура розповсюджувала та видозмінювала міф про Ікара, стверджуючи, що «ми схильні забувати, що Ікара також попереджали не літати занадто низько, тому що морська вода зруйнує його крила. Літати занадто низько навіть небезпечніше, ніж дуже високо, бо він почуває себе оманливо в безпеці»